# Jungfrugölen, Småland
Jungfrugölen är en sjö i Västerviks kommun i Småland och ingår i Botorpsströmmens huvudavrinningsområde. Sjön är 8 meter djup, har en yta på 0,034 kvadratkilometer och är belägen 50 meter över havet.